# Rjúnosuke Akutagawa

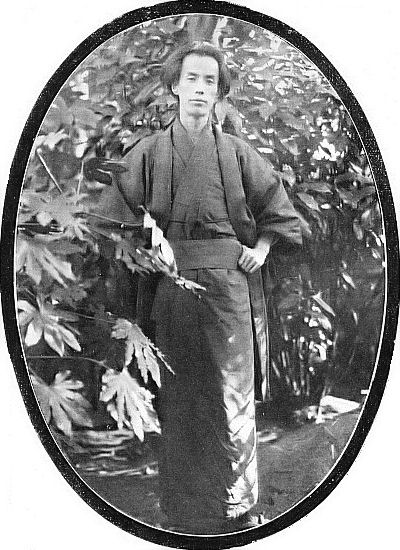
Rjúnosuke Akutagawa

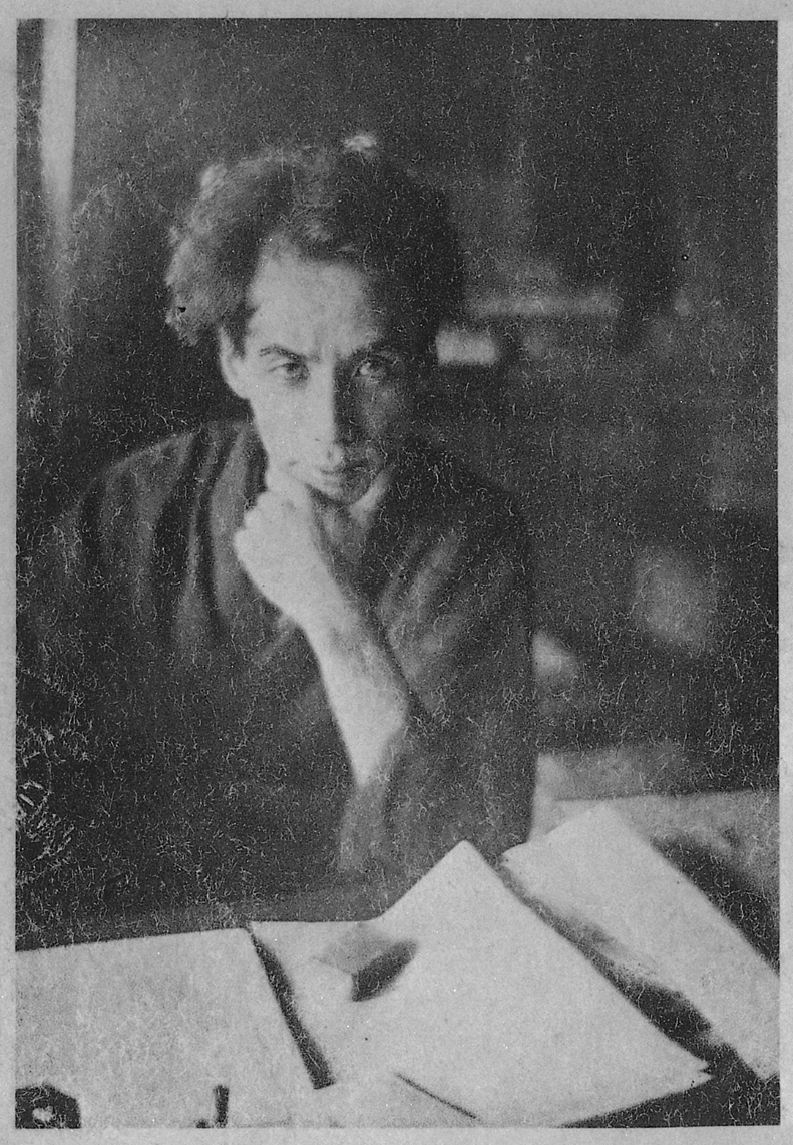
Rjúnosuke Akutagawa

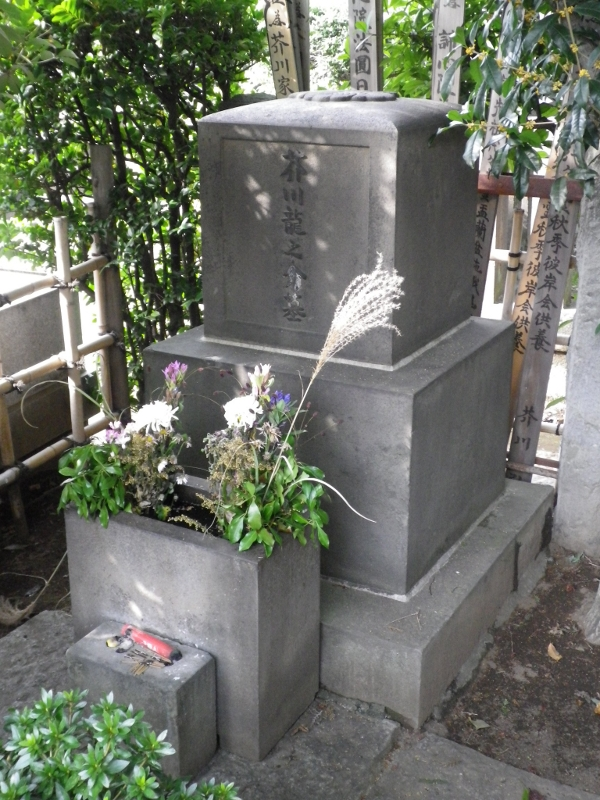
Spisovatelův hrob

Rjúnosuke Akutagawa (芥川 龍之介, 1. srpna 1892, Tokio – 24. července 1927, tamtéž) byl japonský prozaik a esejista.

## Život
Akutagawa se narodil jako syn podnikatele v oblasti mlékárenství. V letech 1913 a 1916 studoval anglickou literaturu na Tokijské univerzitě a současně byl redaktorem časopisu Šinšičó (Nová myšlenka). Zde také roku 1914 publikoval své vůbec první literární práce, povídku Rónen (Stáří) a divadelní hru Seinen to ši (Mladík a smrt). Po ukončení studia vyučoval do roku 1919 na Námořnické koleji, pak se stal redaktorem deníku Ósaka Mainiči šimbun a v roce 1921 byl vyslán jako dopisovatel tohoto listu na čtyři měsíce do Číny, kde onemocněl a již nikdy se pak netěšil plnému zdraví.
Svou povídku Rašómon (doslova Brána Rašó), která mu svou uměleckou vyzrálostí získala proslulost a podle které je pojmenován slavný film Akiry Kurosawy, napsal již roku 1915. Roku 1916 se stal žákem spisovatele Sóseki Nacumeho, který jej pozval do své skupiny Mokujókai (Čtvrteční společnost) a který vysoce ocenil další jeho povídku Hana (Nos). V témže roce publikoval Akutagawa v prestižních japonských časopisech celou řadu dalších vynikajících povídek, jako např. Hankeči (Kapesník) nebo Džigokuhen (Obraz pekla), takže již v roce 1917 mohl vydat dvě sbírky svých povídek knižně, čímž se rázem stal ústřední postavou japonské literární scény. Další své mistrovské dílo, povídku Jabu no naka (V houštině), vydal po návratu z Číny roku 1922, a právě podle této povídky je natočen film Rašómon režiséra Akiry Kurosawy.
Akutagawa je mistrem moderní japonské prózy. Napsal okolo sto padesáti povídek a novel, které vydal v osmi sbírkách, a jejichž vybroušený a originální styl byl vysoce ceněn. Jejich náměty jsou velmi rozmanité, často inspirované historií nebo klasickými středověkými sbírkami příběhů, a autor v nich pomocí groteskních a bizarních, ale i satirických a humoristických syžetů znázornil nejjemnější odstíny složité lidské psychiky.
Ke konci života psal Akutagawa autobiografické povídky s pochmurným a pesimistickým laděním, které vznikaly pod vlivem jeho zhoršujících se duševních depresí, vyvolávaných ve velké míře obavami z dědičnosti choroby z matčiny strany (ta krátce po jeho narození zešílela a brzy zemřela), a kvůli kterým spáchal roku 1927 sebevraždu. Na jeho památku byla roku 1935 zřízena Akutagowova literární cena Akutagawa šó, určená nadějným začínajícím autorům.

## Dílo
- Rašómon (1917), sbírka povídek,
- Tabako to akuma (1917, Tabák a ďábel), sbírka povídek,
- Kairaiši (1919, Loutkář), sbírka povídek,
- Kage toró (1920, Lucerna ve stínu), sbírka povídek,
- Jarai no hana (1921, Noční květina), sbírka povídek,
- Šumpuku (1923, Jarním šat), sbírka povídek,
- Kódžakufú (1924, Jižní vítr), sbírka povídek,
- Šina juki (1925, Cesta do Číny), cestopisné eseje,
- Ume, uma, uguisu (1926, Slivoň, kůň, slavík), eseje,
- Konan no ógi (1927), Konanský vějíř), sbírka povídek,
- Kappa (1927, Vodníci), satirická alegorie na japonské intelektuály,
- Aru ahó no iššó (1927. Život jednoho blázna),
- Hjakusö (1927, Sto travin), črty,
- Aru kjújú e okuru šuki (1927, Poslední dopis pro starého přítele), vydáno posmrtně.

## Filmové adaptace
- Rašómon (1950), japonský film, režie Akira Kurosawa,
- Rashomon (1960), americký televizní film, režie Sidney Lumet,
- Jigokuhen (1969), japonský film, režie Širó Tojoda,
- Iron Maze (1991), Ocelové bludiště), americko-japonský film, režie Hiroaki Jošida,
- Hana (2010, Nos), japonský televizní film, režie Sang-il Lee.

## Česká vydání
- Obraz pekla a jiné povídky, SNKLHU, Praha 1960, vybrala a přeložila Vlasta Hilská,
- Rašómon a jiné povídky, Argo, Praha 2005, vybrala a přeložila Vlasta Hilská,
- Tělo ženy a jiné povídky, Mladá fronta, Praha 2005, vybral a přeložil Jan Levora.